# Terves
Terves is een plaats en voormalige gemeente in het Franse departement Deux-Sèvres in de regio Nieuw-Aquitanië. In 2020 telde Terves ongeveer 2.600 inwoners.

## Geschiedenis
Terves werd voor het eerst genoemd in de 12e eeuw. De plaats ligt ten zuiden van Bressuire en hing af van de heren van deze stad. Rond Terves werd strijd geleverd tijdens de Opstand in de Vendée.
Op 1 januari 1973 fuseerde Terves met de gemeente Bressuire in een fusion-association. Dit hield in dat Terves als commune associée nog enige mate van zelfstandigheid behield. Op 28 maart 2013 werd de status aangepast naar commune déléguée van de gemeente Bressuire, die daarmee de status van commune nouvelle kreeg.

## Bezienswaardigheden
De plaats telt twee gebouwen die beschermd zijn als historisch monument:
- Logis du Puy-Blain, landhuis uit de 15e en 16e eeuw;
- Chapelle du Petit-Puy, ruïne van een kapel uit de 16e eeuw.

Ander erfgoed zijn de kerk Notre-Dame en het Château de La Coussaye, een kasteel met bouwfasen in de 16e, 17e en 19e eeuw. Terves telt ook verschillende water- en windmolens.

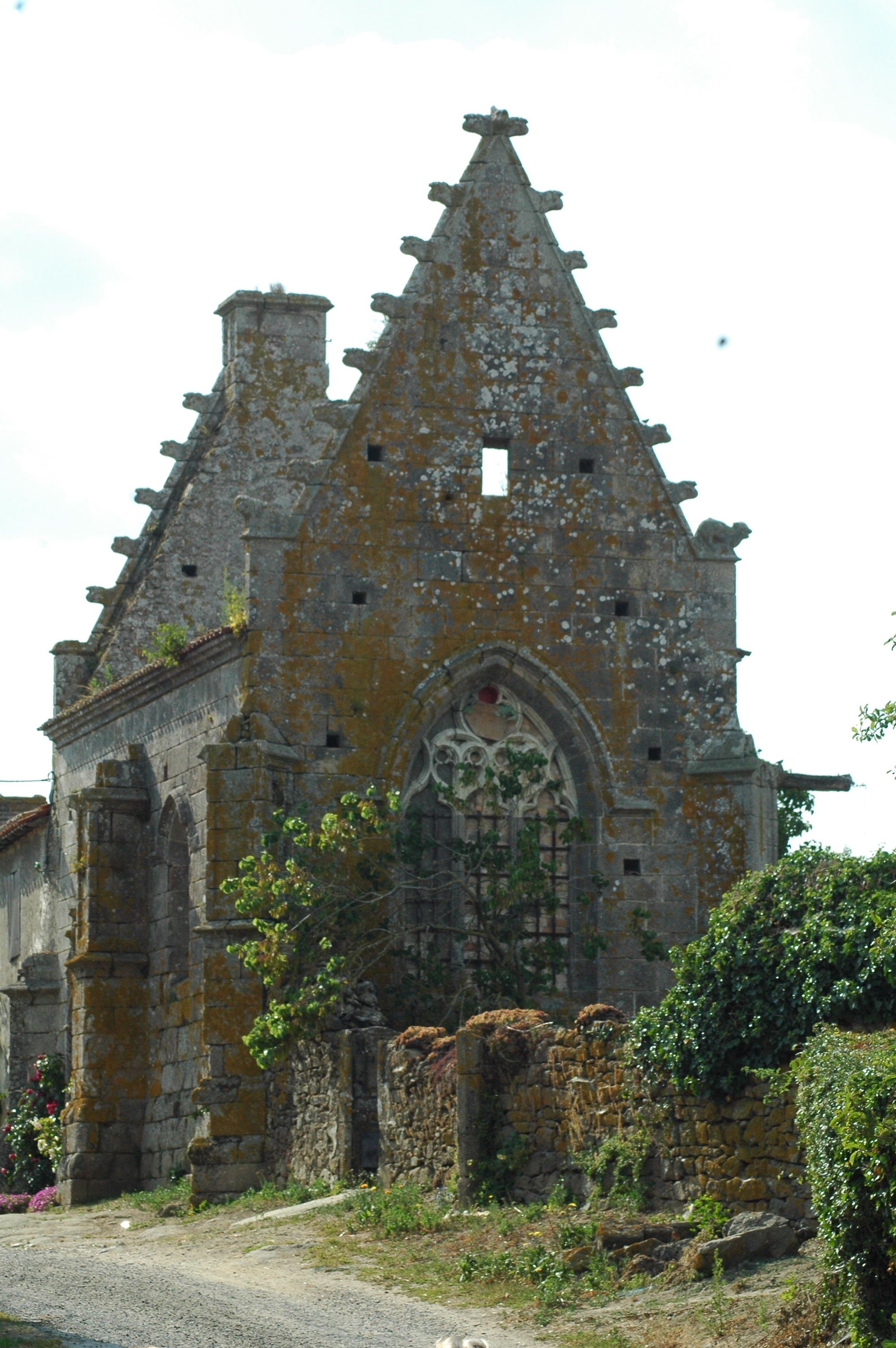
Chapelle du Petit-Puy
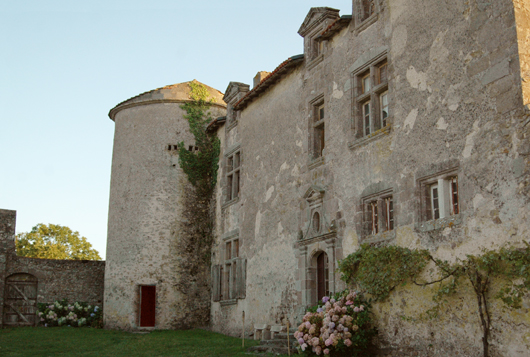
Logis du Puy-Blain
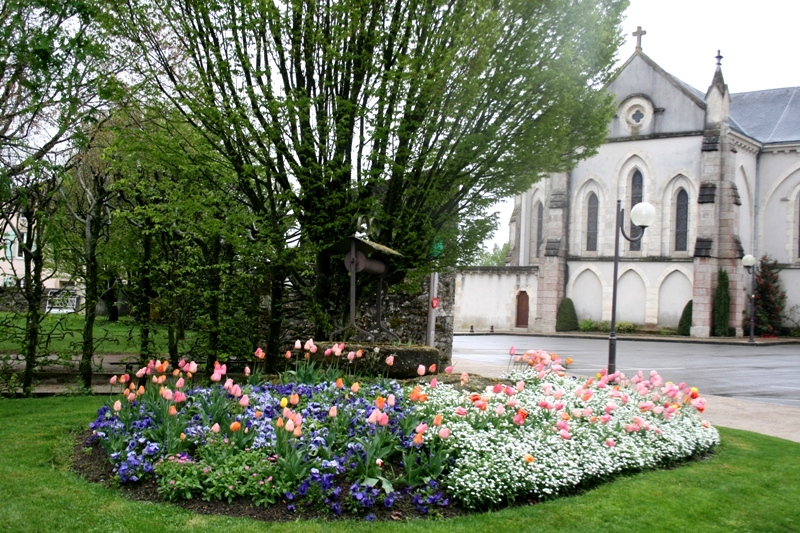
Kerk Notre-Dame

Beaulieu-sous-Bressuire · Bressuire · Breuil-Chaussée · Chambroutet · Clazay · Noirlieu · Noirterre · Saint-Sauveur-de-Givre-en-Mai · Terves